# ラルダールトンネル
ラルダールトンネル（諾：Lærdalstunnelen）は、ノルウェーの西部ヴェストラン県にあるラルダールとアウルランを結ぶ全長24.5 kmの道路トンネルである。

## 概要
1995年に建設が始まり、2000年に完成した。このトンネルはオスロとベルゲンを結ぶ欧州自動車道路E16号道路の一部である。
トンネルを通過する所要時間は20分程度に及ぶ。走行中のドライバーの疲労軽減を図るため、6キロ置きに色鮮やかな照明で照らされた区間（写真参照）や休憩ができる場所（結婚式を行うことも可能）を設けるなど様々な工夫が施されている。

## ギャラリー

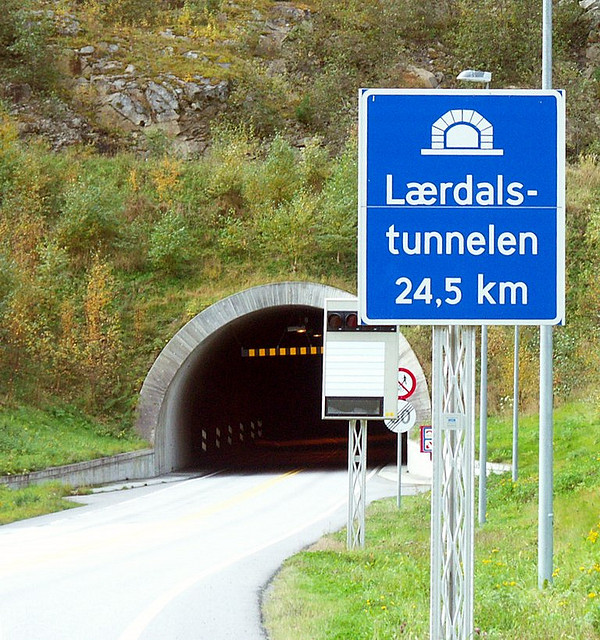
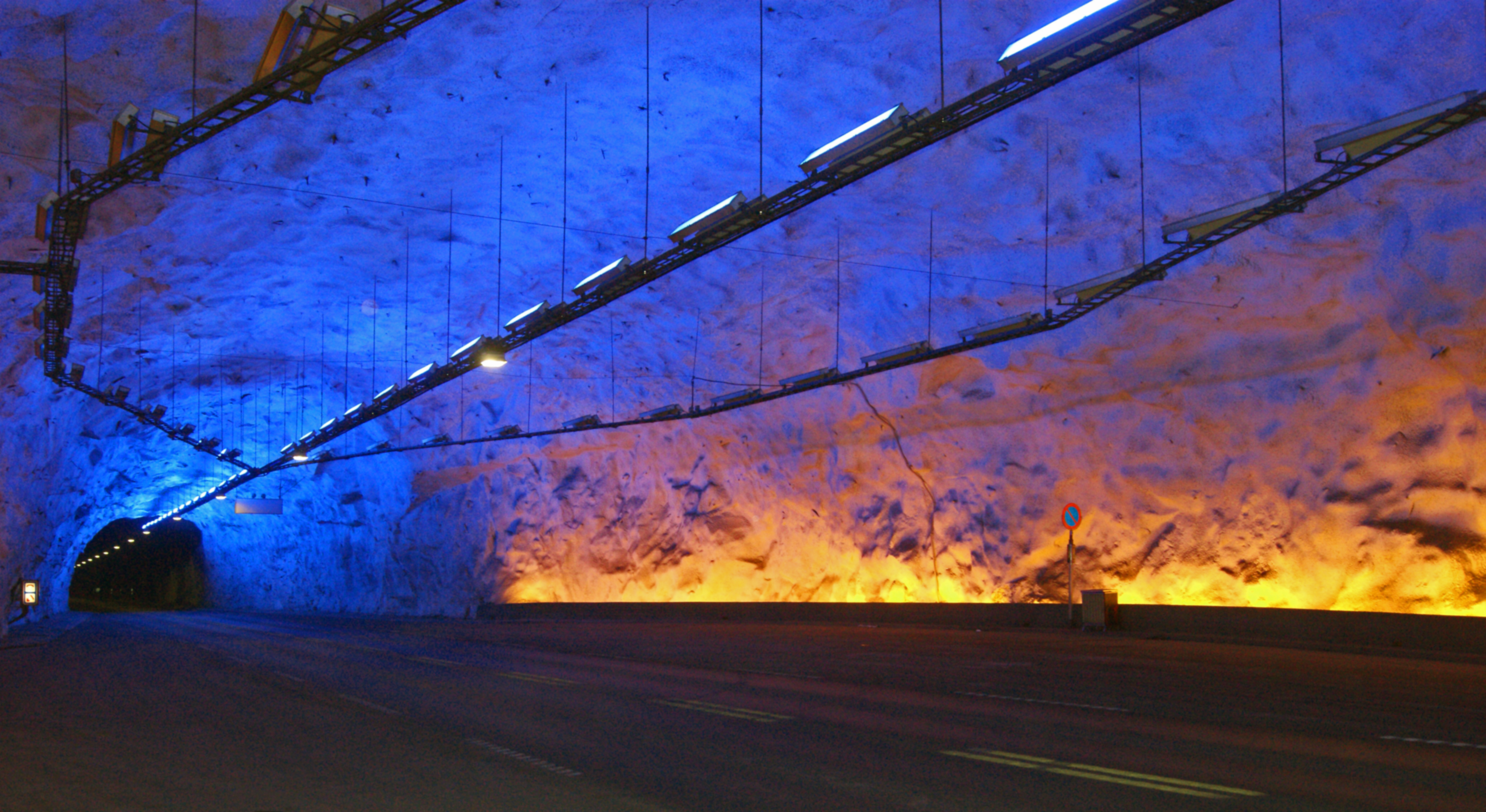
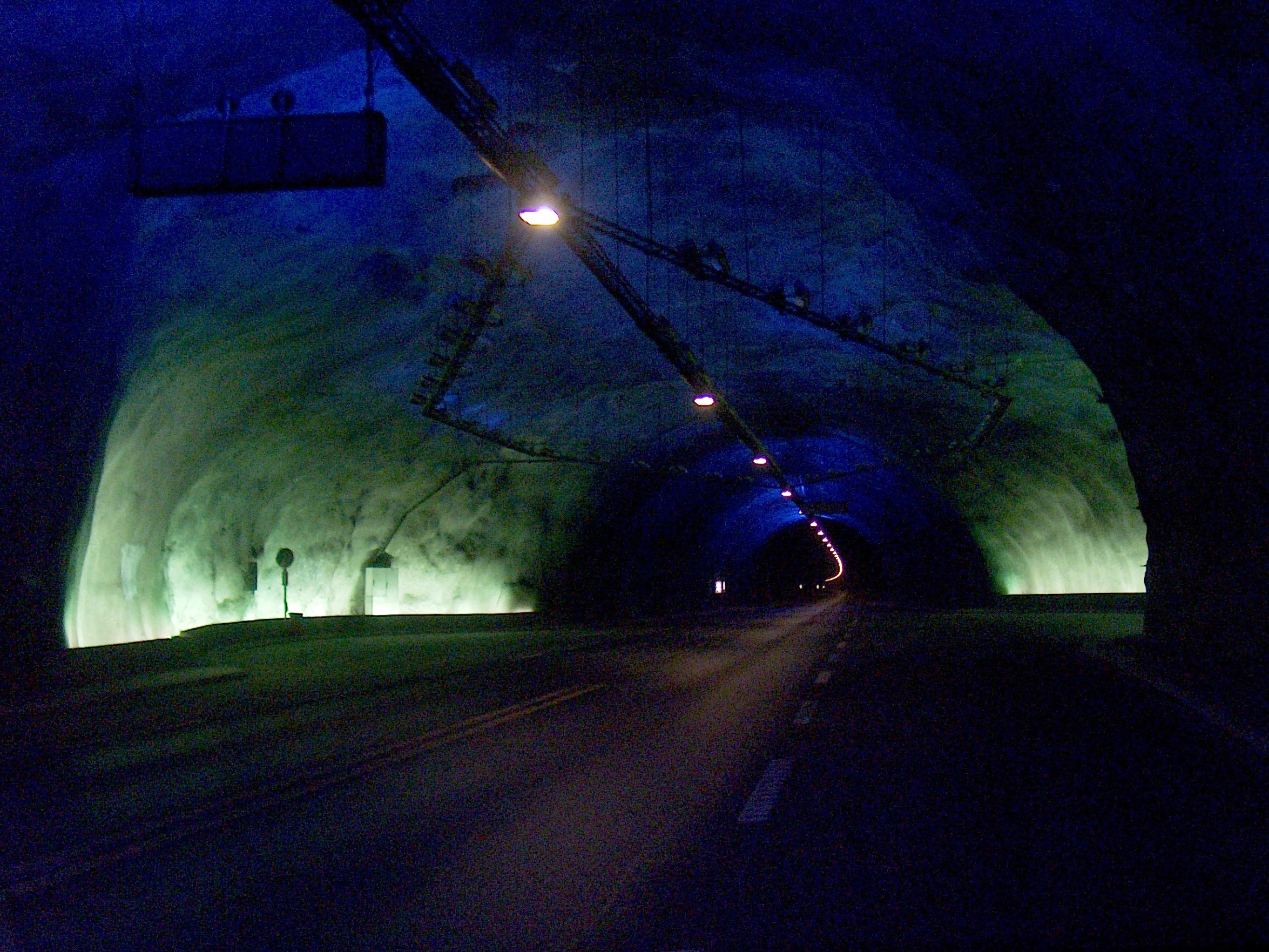
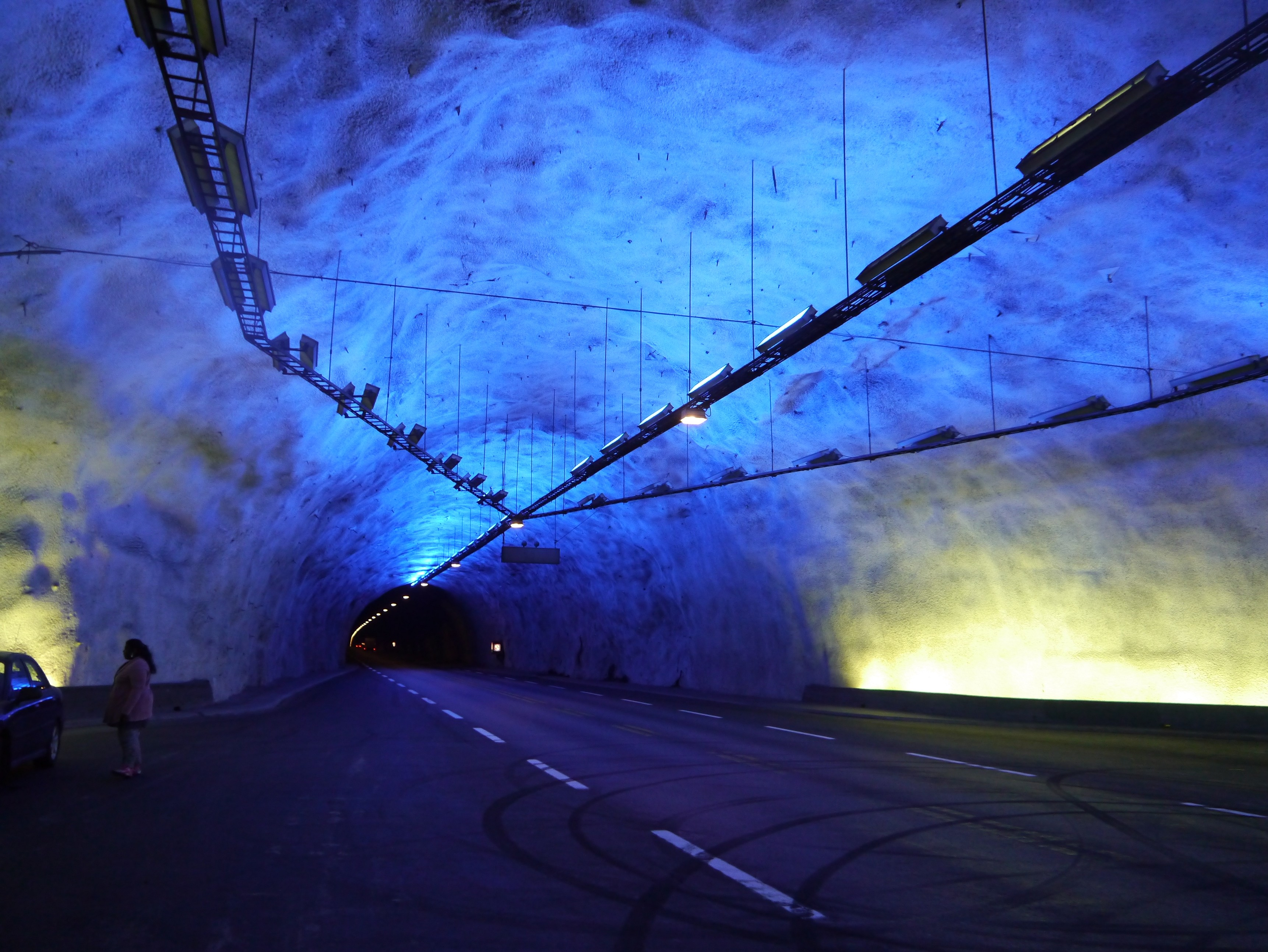
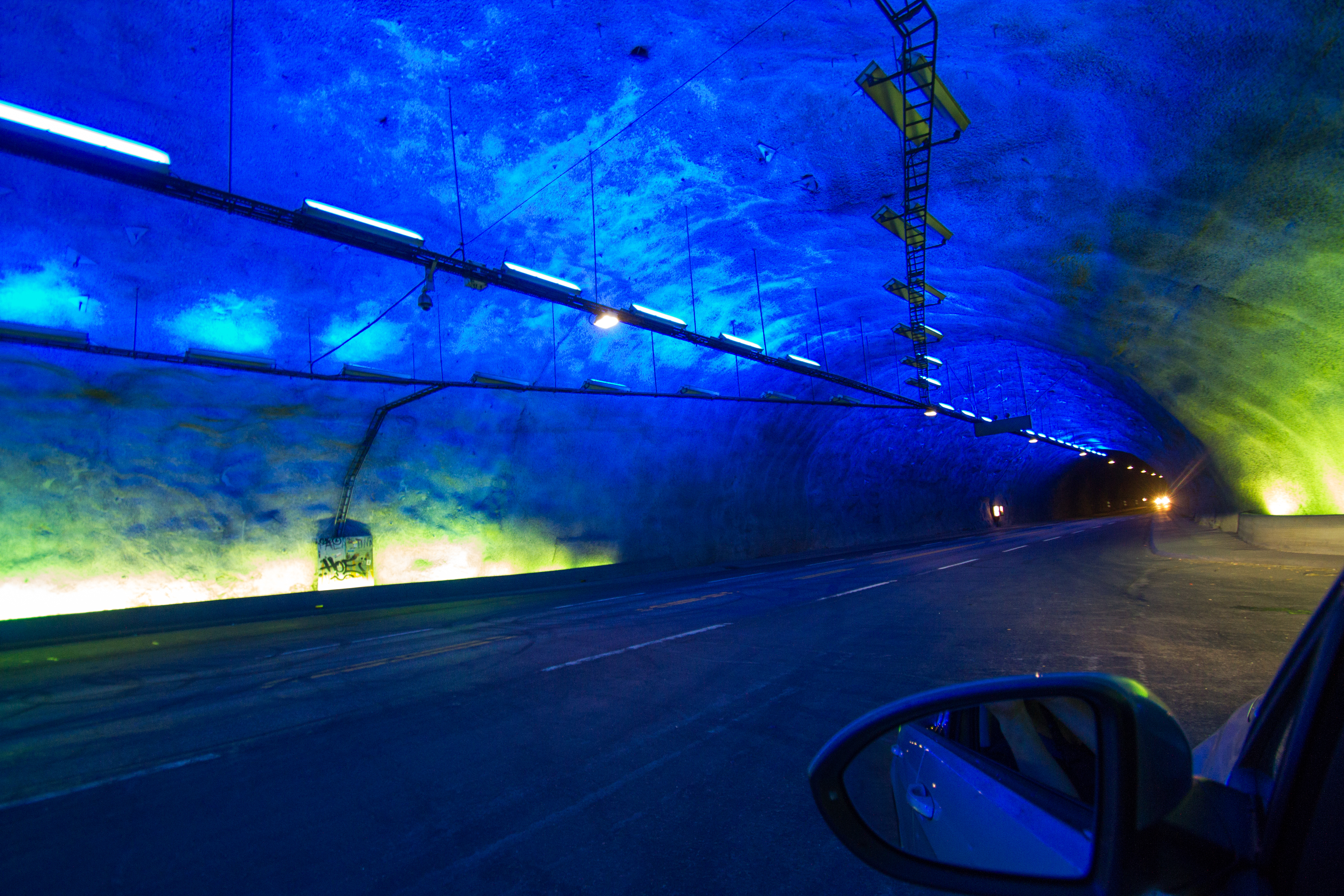